# Oleg Skripotjka
Oleg Ivanovitj Skripotjka (ryska: Олег Иванович Скрипочка), född i Nevinnomyssk i Stavropol kraj i Ryska SFSR (nu Ryssland) 24 december 1969, är en rysk rymdfarare. Han har gjort två långtidsflygning på rymdstationen ISS.

## Rymdfärder
- Sojuz TMA-01M, Expedition 25/26
- Sojuz TMA-20M, Expedition 47/48
- Sojuz MS-15, Expedition 61/62